# Itame latiferrugata
Itame latiferrugata är en fjärilsart som beskrevs av Walker 1862. Itame latiferrugata ingår i släktet Itame och familjen mätare. Inga underarter finns listade i Catalogue of Life.